# Жадквін
Жадквін (пол. Rzadkwin, нім. Seedorf) — село в Польщі, у гміні Стшельно Моґіленського повіту Куявсько-Поморського воєводства.
Населення — 324 особи (2011).
У 1975-1998 роках село належало до Бидгощського воєводства.

## Демографія
Демографічна структура станом на 31 березня 2011 року:
|          | Загалом | Допрацездатний вік | Працездатний вік | Постпрацездатний вік |
| -------- | ------- | ------------------ | ---------------- | -------------------- |
| Чоловіки | 162     | 34                 | 109              | 19                   |
| Жінки    | 162     | 43                 | 91               | 28                   |
| Разом    | 324     | 77                 | 200              | 47                   |